# Mendidius repetekensis
Mendidius repetekensis är en skalbaggsart som beskrevs av Nikritin 1971. Mendidius repetekensis ingår i släktet Mendidius och familjen Aphodiidae. Inga underarter finns listade i Catalogue of Life.